# Iglesia de San Nicolás (Castroverde de Campos)
La iglesia de San Nicolás es un inmueble de la localidad española de Castroverde de Campos, en la provincia de Zamora. Cuenta con el estatus de bien de interés cultural.

## Descripción
Se encuentra ubicada junto a la Plaza Mayor en el centro del casco urbano de la localidad zamorana de Castroverde de Campos, en la comunidad autónoma de Castilla y León. En la actualidad, tras las obras de consolidación y adaptación de las ruinas y la restauración de la torre, la iglesia ofrece una imagen exterior muy remozada, con la torre y cerramientos exteriores de las naves, que permiten una visión integral del templo y la trama urbana original.
La Dirección General de Bellas Artes y Archivos, por resolución de 8 de julio de 1983, acordó incoar procedimiento de declaración del palacio como monumento histórico-artístico. Retomado más adelante el expediente para su resolución, se procedió a continuar la tramitación del expediente como bien de interés cultural con categoría de Monumento. El proceso culminó el 30 de junio de 2022, con la publicación del acuerdo el 4 de julio de ese mismo año en el Boletín Oficial de Castilla y León.